# Rebecca (grup de música)
Rebecca fou un grup de pop-rock japonès format el 1984 i reeixit a la dècada del 1980, amb la cantant Nokko, el teclista i compositor Akio Dobashi, el contrabaixista Noriyuki Takahashi, i diversos bateristes i guitarristes, entre els quals el fundador del grup, Takehiko Kogure, que va deixar-ho a principis de 1984. El grup va obtenir èxit amb el senzill Friends el 1985, i va llançar diversos èxits musicals llavors, fins i tot amb la participació de Steve Vai en el senzill Super Girl el 1989. Però «Rebecca» es va dissoldre el 1990 i Nokko continua en solitari, casada amb Kogure de 1990 a 1993. El grup es va reunir un cop més l'any 2000.

## Discografia
| Àlbums - VOICE PRINT (1984.5.21) - Nothing To Lose (1984.11.21) - WILD & HONEY (1985.5.22) - REBECCA IV ～Maybe Tomorrow～ (1985.11.1) - TIME (1986.10.25) - Poison (1987.11.28) - BLOND SAURUS (1989.5.21) Compilacions - EARLY REBECCA (1985.9.15) - BALLAD REBECCA (1988.7.1) - The Best of Dreams (1990.8.1) - The Best of Dreams Another Side (1991.3.21) - SINGLES 1984-1990 (1993.11.21) - Coupling Songs Collection (1995.1.21) - STAR BOX REBECCA (1999.1.30) - LEGEND OF REBECCA (2002.2.20) Àlbums remix - REMIX REBECCA (1987.5.31) - OLIVE (1988.8.1) - 12inch REMIX (1994.12.1) - Complete Edition (1999.6.2) - Complete Edition II (2000.7.19) Àlbums en viu - LIVE SELECTION 1 (1992.12.2) - LIVE SELECTION 2 (1992.12.2) | Senzills - Wearham Boat Club（1984.4.21) - Virginity (1984.11.21) - Love・is・Cash (1985.4.21) - Friends (1985.10.21) - RASPBERRY DREAM (1986.5.2) - LONELY BUTTERFLY (1986.10.15) - Monotone Boy (1987.4.22) - Nervous but Glamorus (1987.11.18) - MOON (1988.2.28) - One More Kiss (1988.11.21) - Vanity Angel (1989.4.30) - SUPER GIRL (1989.9.21) - LITTLE ROCK (1989.11.22) - Friends -remescla- (1999.5.21) - 神様と仲なおり / Hello Teenage (2000.6.21) - Raspberry Dream -remescla- (2002.1.23) Maxis-singles - BOTTOM LINE (1985.12.8) - remescla - MOTOR DRIVE (1986.6.21) - remescla - CHEAP HIPPIES (1987.2.26) - remescla |